# Drepanolejeunea granatensis
Drepanolejeunea granatensis là một loài Rêu trong họ Lejeuneaceae. Loài này được (J.B. Jack & Stephani) Bischl. mô tả khoa học đầu tiên năm 1964.